# 藤岡忠
藤岡 忠（ふじおか ただし、1960年6月16日 - ）は、マイコンソフトの責任者。大阪府貝塚市出身。
摂南大学在学中、大阪で道浦忍とともにソフトウェア会社「ラシャーヌソフト」を設立し、電波新聞社に卸すためのソフトウェアを開発していた。電波新聞社がナムコからアーケードゲーム移植のためのライセンスを取得し、同社から依頼があったことで、移植作品の開発を始める。初の移植作品・MZ-700版『ギャラクシアン』ではハードウェアの制約上、プレイヤーのキャラクターをテキストのみの組合せ、後に言うところのアスキーアートで表現するという苦肉の策をとった。
大学卒業後、1983年に電波新聞社に入社。後に道浦も同社に入社し、「なにわコンビ」のニックネームで呼ばれることとなる。後に道浦はFM-7の『ゼビウス』などを開発するも退社し、藤岡が単独でプログラマー兼プロデューサーとなり、単に「なにわ」のみを名乗る。同社でもナムコのアーケードゲームを始めとする多くのゲーム作品の移植を行い、オリジナルに忠実といわれる同社の移植作品開発の中心人物となった。パソコンへの移植が不可能といわれた『ゼビウス』のX1、X68000、PC-8001mkIISR、MZ-2500版への移植なども手掛けており、その皮切りとなったX1版『ゼビウス』を完成前にナムコの遠藤雅伸に「ゴミですね」と酷評されたことは、その後も語り草となっている。